# Гарасимів
Гара́симів — село Івано-Франківського району Івано-Франківської області. Входить до складу Обертинської селищної громади. Розташоване за 25 км від м. Тлумач та 32 км від залізничної станції Годи-Турка.

## Географія
Через село проходить автодорога Незвисько — Обертин — Коломия. Населення — 1436 осіб.
Розташоване в такому історико-географічному регіоні України як Покуття

## Історія
На території села знайдено крем'яні знаряддя праці доби пізнього палеоліту.
Першу письмову згадку про Гарасимів датовано 5 травня 1449 року.
Під час першої світової війни, у лютому—березні 1915 року та червні 1916 року поблизу села відбувались запеклі бої між російськими та австро-угорськими військами, внаслдок яких воно кілька разів переходило з рук у руки.
У 30-х роках 20 ст. боротьбу селян проти польських землевласників вела організація «Сельроб-єдність».
Станом на початок 1970-х років у селі знаходилась центральна садиба колгоспу імені Жданова. Колгосп мав 2705 га земельних угідь, який мав зерно-тваринницький напрям господарства.

## Населення
Згідно з переписом УРСР 1989 року чисельність наявного населення села становила 1549 осіб, з яких 658 чоловіків та 891 жінка.
За переписом населення України 2001 року в селі мешкало 1436 осіб.

### Мова
Розподіл населення за рідною мовою за даними перепису 2001 року:
| Мова       | Відсоток |
| ---------- | -------- |
| українська | 99,86 %  |
| російська  | 0,14 %   |

## Відомі люди
- Гарасимчук Ігор Степанович (1992—2014) — молодший сержант Збройних сил України, учасник АТО.
- Олійник Марія Василівна (1943) — український науковець, політичний та громадський діяч. Заступник голови Конгресу українських націоналістів.
- Ярослав Хомів (1915—1942) — провідник Городенківської повітової екзекутиви ОУН, член Крайового Проводу ОУНПівнічно-Східних Земель
- Володимир Шевага — український невропатолог і нейрохірург, професор, доктор медичних наук
- Михайло Шемегінський (1983—2014) — колишній беркутівець, який загинув під час антитерористичної операції на Сході України.

## Населення
- 1970—1763 особи[2]
- 2001—1463 особи[6]